# Ficus oreophila
Ficus oreophila là một loài thực vật có hoa trong họ Moraceae. Loài này được Ridl. mô tả khoa học đầu tiên năm 1920.